# Božana
Božana je žensko osebno ime.

## Izvor imena
Ime Božana je različica ženskega osebnega imena Boža.

## Pogostost imena
Po podatkih Statističnega urada Republike Slovenije je bilo na dan 31. decembra 2007 v Sloveniji število moških oseb z imenom Božana: 130.

## Osebni praznik
Osebe z imenom Božana lahko godujejo takrat kot osebe z imenom Boža.